# Dômes d'Azimua
Azimua Tholi
Pour les articles homonymes, voir Azimua.
Les dômes d'Azimua (désignation internationale : Azimua Tholi) sont un ensemble de dômes situé sur Vénus dans le quadrangle d'Helen Planitia. Il a été nommé en référence à Azimua, déesse sumérienne du monde souterrain.